# بلشون متعرج
بلشون متعرج (باللاتينية: Zebrilus undulatus) هو نوع من البلشونيات يتواجد في المناطق العشبية وفي مستنقعات حوض الأمازون وفي شرق جبال الأنديز في كل من البرازيل وبوليفيا وبيرو والإكوادور وكولومبيا وفنزويلا وغويانا وغويانا الفرنسية وسورينام وأكثر المناطق التي ينتشر بها هي قرب نهر تاباخوس في البرازيل، وقد تناقصت أعداد هذا الطير في الأونة الأخيرة بسبب تدمير مناطقته البيئية.